# Anemone deltoidea
Anemone deltoidea är en ranunkelväxtart som beskrevs av David Douglas. Anemone deltoidea ingår i släktet sippor, och familjen ranunkelväxter. Inga underarter finns listade i Catalogue of Life.

## Bildgalleri

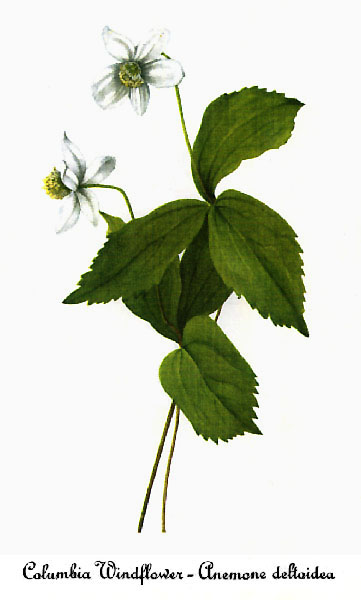
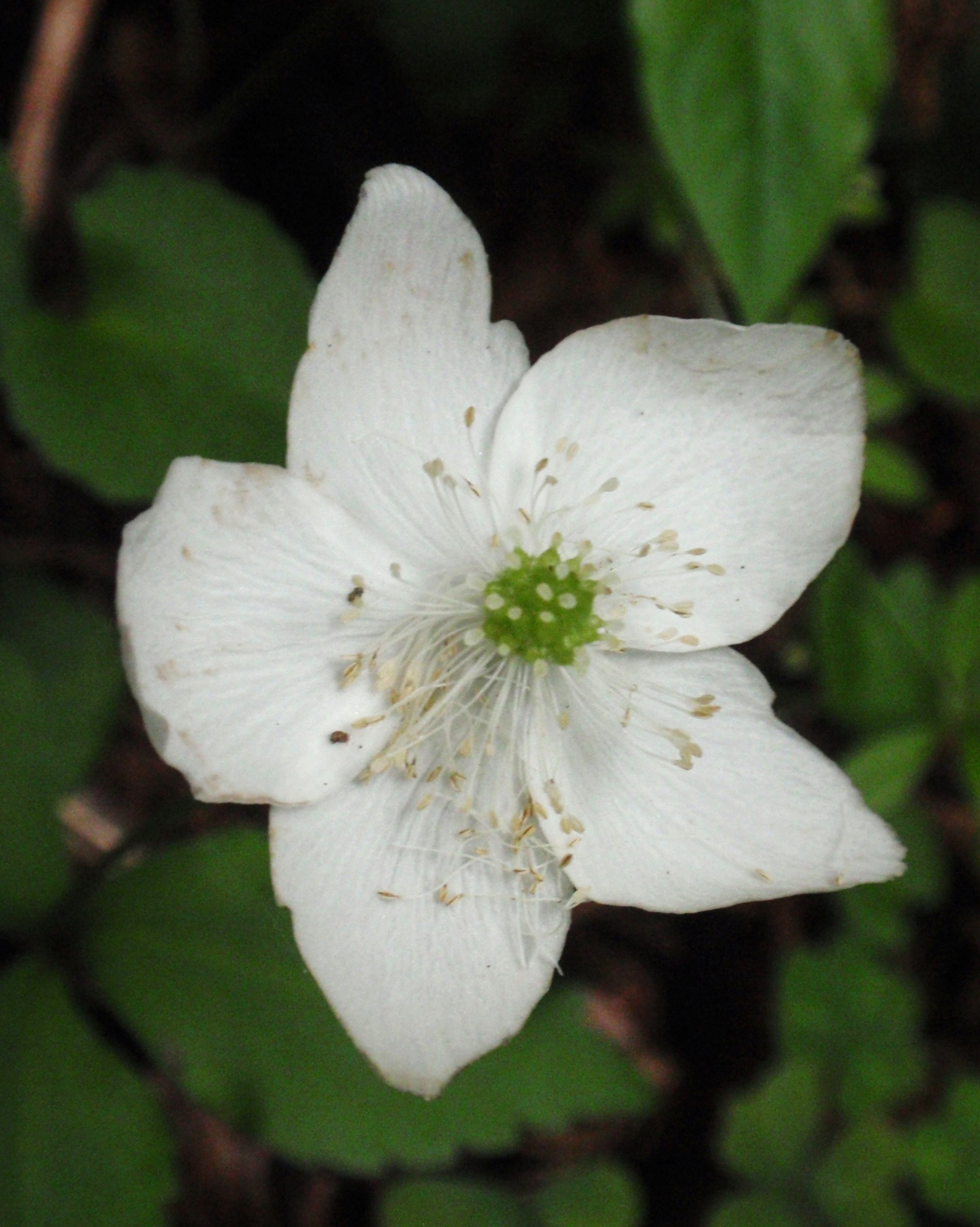